# Lemaireocereus
Lemaireocereus es un género de plantas suculentas perteneciente a la familia Cactaceae. Algunas de sus especies estaban incluidas en el género Pachycereus. Comprende 43 especies descritas.

## Descripción
Es un género de plantas arbóreas con tallos columnares que se ramifican desde la base, también desde un ápice dañado. Tienen costillas delgadas, areolas redondas y blanquecinas, así como espinas cortas, rígidas y bulbosas en la base.
Tiene flores descritas como diurnas para L. hollianus, nocturnas para L. lepidanthus, apareciendo cerca del ápice, con pétalos lanceolados o apiculados, de color blanco marfil (L. hollianus) o amarillo anaranjado, rosa carne a rojo carmín (L. lepidanthus), con brácteas coriáceas y carnosas en el pericarpelo; tubo del receptáculo que tiene pelos y tricomas; tépalos exteriores parecidos al papel, de color marrón verdoso, polinizados por murciélagos (Choeronycteris mexicana, Leptonycteris curasoae y L. nivalis). Sus frutos espinosos y peludos, en forma de huevo, rojizos con pulpa morada (L. hollianus), o secos, en forma de huevo o pera con pulpa pastosa rojiza (L. lepidanthus), y sus semillas son negras y brillantes.

## Distribución y hábitat
El área de distribución nativa de este género se extiende desde el centro de México hasta Honduras.
El género crece en América Central, en áreas volcánicas cubiertas de bosques bajos caducifolios espinosos, desde los 250 hasta los 1 800 m s. n. m. de altitud (L. hollianus), junto con muchas otras cactáceas, principalmente epífitas, así como bromelias y orquídeas.

## Taxonomía
El género fue descrito por Nathaniel Lord Britton y Joseph Nelson Rose y publicado en Contributions from the United States National Herbarium 12(10): 424, en 1909.

#### Etimología
Lemaireocereus: nombre genérico otorgado en honor del botánico francés y especialista en cactus Charles Lemaire y el género Cereus, del latín cereus; "cirio, vela".

## Especies aceptadas
Comprende 2 especies aceptadas:
- Lemaireocereus hollianus (F.A.C.Weber) Britton & Rose, 1909
- Lemaireocereus lepidanthus (Eichlam) S.Arias & Terrazas, 2009